# Петруш-Врх
45°40′ пн. ш. 15°24′ сх. д. / 45.67° пн. ш. 15.40° сх. д.
Петруш-Врх (хорв. Petruš Vrh) — населений пункт у Хорватії, у Карловацькій жупанії у складі міста Озаль.

## Населення
Населення за даними перепису 2011 року становило 10 осіб.
Динаміка чисельності населення поселення: